# Liste der Monuments historiques in Dompaire
Die Liste der Monuments historiques in Dompaire führt die Monuments historiques in der französischen Gemeinde Dompaire auf.

## Liste der Immobilien
| Bezeichnung             | Beschreibung           | Standort                                | Kennzeichnung | Schutzstatus | Datum | Bild           |
| ----------------------- | ---------------------- | --------------------------------------- | ------------- | ------------ | ----- | -------------- |
| Kirche St-Jean-Baptiste | ab dem 12. Jahrhundert | Laviéville, ruelle de Laviéville (Lage) | PA00107136    | Classé       | 1943  | weitere Bilder |
| Wegekreuz               | Stein, bezeichnet 1522 | Square Jules Ferry (Lage)               | PA00107135    | Inscrit      | 1926  |                |

## Liste der Objekte
| Bezeichnung                | Beschreibung                             | Standort                              | Kennzeichnung | Schutzstatus | Datum | Bild |
| -------------------------- | ---------------------------------------- | ------------------------------------- | ------------- | ------------ | ----- | ---- |
| Glocke                     | Bronze, 1675 gegossen                    | in der Kirche St-Jean-Baptiste (Lage) | PM88000279    | Classé       | 1912  |      |
| Orgel                      | Haupteintrag für PM88000280              | in der Kirche St-Nicolas (Lage)       | PM88001135    | Classé       | 1986  |      |
| Instrumentalteil der Orgel | 1821 von Jean Baptiste Jeanpierre gebaut | in der Kirche St-Nicolas (Lage)       | PM88000280    | Classé       | 1986  |      |